# Садове (Свентокшиське воєводство)
Садове (пол. Sadowie) — село в Польщі, у гміні Садове Опатовського повіту Свентокшиського воєводства.
Населення — 1078 осіб (2011).
У 1975-1998 роках село належало до Тарнобжезького воєводства.

## Демографія
Демографічна структура на день 31 березня 2011 року:
|          | Загалом | Допрацездатний вік | Працездатний вік | Постпрацездатний вік |
| -------- | ------- | ------------------ | ---------------- | -------------------- |
| Чоловіки | 515     | 99                 | 367              | 49                   |
| Жінки    | 563     | 98                 | 339              | 126                  |
| Разом    | 1078    | 197                | 706              | 175                  |